# 江見屋吉右衛門
江見屋 吉右衛門（えみや きちえもん）は江戸時代の江戸の地本問屋。

## 来歴
蘭香堂と号す。姓は上村。元禄延享から寛政を経て文政期まで芝神明前横町三島町、後に馬喰町1丁目兵吉店、馬喰町附木店五郎兵衛店で営業している。江見屋の3代目または4代目が色摺版画紅摺絵を創始したという説がある。また、延享元年（1744年）には堀江町の伊場屋勘左衛門に紅摺絵による団扇絵『大文字屋□図』を贈ったといわれる。鳥居清信、鳥居清倍の丹絵、2代目鳥居清信の紅絵、2代目鳥居清倍、鳥居清満、奥村利信、鳥居清長の紅摺絵、勝川春英の錦絵などの作品を出版している。

## 作品
- 鳥居清倍 『市川団十郎の暫』 大々判 丹絵 元禄後期
- 鳥居清倍『市川団十郎と山中平九郎の象引』 大々判 丹絵 元禄‐正徳ころ
- 鳥居清信『市川団十郎の矢の根』
- 鳥居清信 『佐野川万菊の糸屋娘さなだ』 細判 漆絵 享保3年 シカゴ美術館所蔵
- 2代目鳥居清信 『四世市村竹之丞と二世三条勘太郎』 細判 紅絵 享保ころ
- 奥村利信 『三条勘太郎の娘姿』 細判 漆絵 享保 シカゴ美術館所蔵
- 2代目鳥居清倍 『（初世）尾上菊五郎のはや野かん平と仙国佐十郎のさぎ坂ばん内』 細判 紅摺絵 寛延2年5月市村座『忠臣蔵』に取材
- 鳥居清満 『人形遣三幅対』 細判 紅摺絵三丁掛 宝暦後期‐明和初期
- 鳥居清長 『瀬川菊之丞』 細判 紅摺絵 明和期
- 勝川春英 『市川鰕蔵の木樵 じつは文覚上人・三世坂田半五郎の修行僧 じつは源為朝』 細判 錦絵2枚続 寛政3年11月の市村座顔見世『金■鏵源家角鐔』[1]に取材